# Иван Брајовић
Иван Брајовић (Титоград, 9. март 1962) црногорски је политичар.

## Биографија
Основну и средњу школу завршио у Даниловграду, а Грађевински факултет саобраћајни смјер у Подгорици.
До увођења вишестраначког система био је делегат у СО Даниловград, члан Предсједништва Савеза социјалистичке омладине Југославије, секретар омладине Црне Горе, потпредсједник Скупштине Социјалистичке Републике Црне Горе . Један је од оснивача Социјалистичке партије Црне Горе, Савеза реформских снага Југославије за Црну Гору и Социјалдемократске партије Црне Горе. У Социјалдемократској партији Црне Горе и у њено име обављао функције секретара Извршног одбора СДП ЦГ, одборника и потпредсједника у општини Даниловград, посланика у Скупштини Републике Црне Горе, посланика у Скупштини Државне заједнице СЦГ, члана делегације у Парламентарној Скупштини Савјета Европе.
Учесник великог броја политичких скупова у земљи и иностранству. На петом Конгресу СДП ЦГ изабран за потпредсједника СДП, а на парламентарним изборима 2002. и 2006. године за посланика у Скупштини РЦГ.
Добитник дипломе „Луча I" на крају основне и средње школе, награде поводом дана ослобођења Даниловграда "9 децембар“ и студентске награде поводом дана ослобођења Подгорице "19 децембар“ као најбољи студент Грађевинског факултета.
Користи се енглеским и руским језиком.